# Vertu (marque)
Pour les articles homonymes, voir Vertu.
Vertu est un fabricant de smartphones et de téléphones mobiles de luxe britannique  développé par Nokia à la fin des années 1990.

## Histoire
Vertu est créée en 1998 dans l’Hampshire au Royaume-Uni sous l’impulsion de Nokia. Le premier modèle sort en 2002.
En octobre 2012, la marque est rachetée par le fonds d’investissement suédois EQT Partners pour 200 millions d'euros. Le départ de Nokia permet aux équipes de Vertu de se défaire du système d'exploitation Symbian pour adopter celui d'Android uniquement. 
À la fin de l’année 2013, le bilan de l’entreprise parle de 350 000 clients, 500 points de vente dont 70 boutiques propres à travers le monde.
En 2015, alors que Vertu a déjà produit 450 000 téléphones depuis sa création, l'enseigne est revendue par EQT à Godin Holdings, une société financière basée à Hong Kong. En mars 2017, Vertu change une nouvelle fois de propriétaire en se faisant racheter par l'homme d'affaires turc Hakan Uzan pour 50 millions de livres.
En juillet 2017, la justice britannique refuse le plan de reprise du magnat turc Murat Hakan Uzan, qui proposait de reprendre les actifs de la société pour 1,9 million de livres. La filiale britannique Vertu Corp Ltd, qui compte 200 salariés, est placée en liquidation. La filiale française qui a repris les activités de Vertu Corp Ltd est rachetée par Baferton Ltd.

## Activités
Vertu a pour ambition de positionner le téléphone en tant qu’accessoire de luxe en se basant sur l’idée qu’un client prêt à dépenser 20 000 dollars dans une montre peut également le faire dans un téléphone de luxe. L’entreprise est basée au Royaume-Uni et possède des bureaux à New York, Dubaï, Moscou, Francfort, Hong Kong, Paris et Singapour. En novembre 2015, Massimiliano Pogliani, alors PDG, est remplacé par Billy Crotty puis par Godon Watson, actuel PDG de l’entreprise, qui compte environ 900 employés. 
Les téléphones Vertu sont réalisés à la main dans la manufacture Vertu à Church Crookham, dans l’Hampshire au Royaume-Uni. Un téléphone n’est réalisé que par un seul et même maître artisan qui appose ensuite sa signature sur le téléphone une fois celui-ci terminé. Les téléphones sont vendus avec une offre se basant sur les piliers de l’artisanat et du design (matériaux utilisés), sur la technologie utilisée ainsi que sur les services proposés (entre autres un service de conciergerie privée). Ils se différencient d’une simple offre basée sur les fonctionnalités du téléphone.
Le son des téléphones Vertu est amélioré grâce à une coopération avec Bang & Olufsen.
Les prix de ces téléphones varient entre 4 000 et 30 000 euros en fonction du modèle et des matériaux utilisés. Les téléphones Vertu sont disponibles dans environ 500 points de vente, dont 70 boutiques en propre et à travers 66 pays.

## Collection
Le modèle emblématique de la marque s’appelle le « Signature ». Son clavier contient notamment 5 carats de roulements en rubis. La collection de téléphones actuelle est la suivante : Aster, Signature Touch et Signature. Ces téléphones sont tous conçus pour être esthétiques, durables et fonctionnels, fabriqués à partir de matériaux nobles tels que le titane de grade 5, le cristal de saphir, la céramique, les métaux et pierres précieuses ainsi que des cuirs précieux. 
Vertu a également collaboré avec d’autres marques de luxe en lançant des éditions limitées, on peut notamment citer Ferrari, Bentley, Lapo Elkann et Ermenegildo Zegna. Vertu a également conçu le modèle Cobra avec le joaillier de luxe Boucheron qui fut commercialisé à 230 000 euros.
Le Ultimate Black est un appareil entièrement recouvert de DLC (carbone amorphe) fin de 2 microns mais dix fois plus résistant que l'acier. L'écran est en cristal de saphir et le boitier en cuir. 
En mai 2017, Vertu sort une nouvelle version du Cobra pour 320 000 euros. Le téléphone consiste en un Nokia 3310 recouvert de 439 rubis et de 2 émeraudes, et une option de se le faire livrer par hélicoptère.

### Articles liés
- Nokia
- Téléphonie mobile